# Biserică proprie
Biserica proprie (în latină ecclesia propria, în germană Eigenkirche / Eigenkloster) era în Evul Mediu timpuriu o biserică, o mănăstire sau o abație construită cel mai adesea de un stăpân feudal laic (un nobil, conte, duce sau chiar rege în Imperiul Caroligian) pe o proprietate funciară privată.

## Istoric

Rămășițele Abației Lorsch, fondată în 764 de contele Cancor ca mănăstire proprie

Unul dintre numeroasele exemple este Mănăstirea Lorsch fondată în anul 764 de Cancor, un conte franc. Stăpânul domeniului avea dreptul de învestitură adică dreptul de a desemna și de a demite preoți și stareți fără a avea nevoie de autorizarea episcopului. Stăpânul feudal era vătaful (Vogt) bisericii proprii. El asigura terenul și bunurile necesare întreținerii bisericii și asigurării traiului preotului, obligându-se în același timp să nu le înstrăineze. În schimb, stăpânul era inclus în rugăciuni, acesta fiind, cel puțin teoretic, motivul principal pentru fondare bisericii. La rândul său, pentru a nu-și pierde influența, episcopul s-a simțit obligat să dobândească biserici private în scopul de a instala acolo oameni loiali și instruiți.

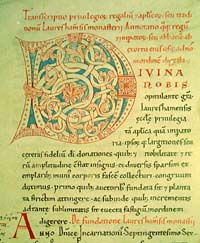
Pagina de deschidere a Codexului Lorsch (detaliază proprietatea funciară a contelui Lorsch)

Bisericile proprii au atins apogeul în secolul al IX-lea și al X-lea. Pe măsură ce aceste așezăminte au putut fi cumpărate, comercializate și moștenite, ele și-au pierdut din ce în ce mai mult scopul religios chiar dacă bisericile nu puteau fi profane. Funcțiile religioase erau adesea cumpărate prin simonie și de multe ori erau numiți ecleziaști nepotriviți sau chiar laici care s-au remarcat prin imoralitate sau neascultare față de episcop.
În 818/819 împăratul Ludovic cel Pios a stabilit noi reguli care au redus drepturile stăpânilor și care le interziceau să priveze complet bisericile de veniturile lor. Apoi ramura de la Cluny a călugărilor benedictini a încercat să restabilească moralitatea acestor biserici și respectarea regulilor benedictine.
Disputa privind numirea episcopilor și stareților în mănăstirile regale s-a intensificat în secolul al XI-lea și a dus la controversa pentru învestitură dintre rege și papă. În 1179 la al treilea Conciliu al Lateranului, papa Alexandru al III-lea a transformat dreptul de proprietate asupra bisericilor într-un drept de patronaj al laicilor. Stăpânul și-a păstrat dreptul de a propune ecleziaști, iar episcopul a obținut dreptul de a numi preoți și stareți în funcțiile lor. Rămășițe ale legii canonice de proprietate se găsesc și astăzi la bisericile patronale și la bisericile regale din Anglia (de exemplu Westminster Abbey).